# Тристан Кот
Тристан Кот (фр. Tristan Cote; Мисисога, 14. децембар 1995) канадски је пливач чија специјалност су трке на 400 метара мешовитим и слободним стилом.

## Каријера
Кот је дебитовао на међународним такмичењима на светском јуниорском првенству у Дубаију 2013. где је наступио у две дисциплине. Као члан канадске штафете на 4×200 слободно био је укупно четврти, док је у појединачној трци на 1.500 метара слободним стилом заузео 22. место. Већ наредне године, на првенству Канаде у Саскатуну, осваја титулу националног првака на 400 мешовито.
На светским првенствима дебитовао је у Будимпешти 2017. где је на 400 мешовито заузео 17. место. Две године касније у Квангџуу 2019. у истој дисциплини заузима 15. место. 